# 仁木竹吉
仁木 竹吉（にき たけよし、天保5年3月17日（1834年4月25日） - 大正4年（1915年）8月31日）は日本の北海道開拓者。特に現在の北海道余市郡仁木町の開拓に従事し、その町名の由来となった。

## 生涯

### 生い立ち
天保5年（1834年）阿波国麻植郡児島村（徳島藩。現・徳島県吉野川市）にて、大島源左衛門の七男として生まれる。天保11年（1840年）より剣術を阿波郡香美村の佐藤丈左衛門に、漢学を麻植郡宮島村の青山賢之進と香美村の佐藤健吉に習った。大島家は徳島藩士・赤川三郎左衛門の配下であった。嘉永6年（1853年）美馬郡拝原村（現・徳島県美馬市）仁木伊兵衛の養子となる。仁木家は徳島藩筆頭家老・稲田氏の配下である郷士で、藩の特産である藍製造を家業としていた。当時の当主は仁木大蔵といい、伊兵衛はその分家筋にあたる。慶応2年（1866年）藍製取締方を務めた。

### 仁木開拓まで
明治維新後の明治8年（1875年）1月、麻植・阿波の両郡長へ、北海道開拓移民の募集の許可を申請している。これは同地で、肥料となる鰊粕の価格上昇、吉野川の水害などによって急増した貧民の救済のためとしている。また同国出身の元開拓使官吏・岡本監輔の影響を受けたという。2月には上京して旧藩主・蜂須賀茂韶に面会し、その賛同を受けて開拓次官・黒田清隆を紹介される。黒田の了解を取り付け、3月には開拓使の「玄武丸」で初めて渡道した。
札幌郡へ到着した竹吉は同地の開拓使勧業課に赴いて、4月からの道内巡回の許可を得た。最初、静内郡で旧主・稲田邦植とその家令・内藤弥平を訪ね、次いで有珠郡の伊達邦成・田村顕允・鎌田惣五郎と会って相談を持ちかけている。その後、亀田郡七重村にあった七重農業試験場を視察。その他、檜山郡・津軽郡・久遠郡・瀬棚郡・岩内郡・古宇郡・古平郡・余市郡・小樽郡を巡回して12月に札幌に戻った。翌明治9年（1876年）藍の種子を取り寄せて試験的な栽培を開始し、「北海道藍・煙草・菽麦拡張論」を開拓使へ建言した。明治10年（1877年）大阪府で朝陽館主・五代友厚にインド製藍法を学び、明治11年（1878年）勧業課職員として、静内郡にて藍の製造を開始する。静内郡での製藍については竹吉と、やはり旧稲田家臣であった高岡為右衛門の二人が中心となって進められ、稲田邦植らの支援を受けながら行われた。
明治12年（1879年）東京府の開拓使へ北海道藍草産殖の建白を行い、3月にその作付と技術教授の許可を取り付ける。また開拓移民希望者の多くは物価高騰や人口過剰による貧困を動機としていたため、政府に土地や移住・開墾にかかる費用の貸与を求めている。当初、移民募集は高岡為右衛門と共同で行っていたが金銭トラブルから決別したらしく、実際には竹吉の単独事業となった。5月、高知県（現在の高知県・徳島県）にて北海道移住者を募集し、11月には101戸・361名の開拓移民を率いて北海道余市郡へ入植した。その功績により、明治13年（1880年）3月6日、竹吉によって開拓された一帯を、彼の姓に因んで「仁木村」とする布告がなされた。

### 後半生
仁木村の開拓に尽力した竹吉であったが、開拓移民たちから竹吉らの横暴を訴える騒動などがあり、勧業課から説諭を受けるなどの処分を受けた。その後も村内での対立は改善しなかったようで、後に竹吉は仁木村を離れている。明治13年（1880年）再び徳島へ戻って移民を募集しているが、これも前述の騒動が原因で翌年には頓挫する事になった。明治15年（1882年）瀬棚原野で新たな開拓村・竹吉村を拓いている。また明治19年（1886年）には倶知安原野を発見し、その地方の開拓にも尽力した。その後、再び仁木村の重鎮として呼び戻されたようで、明治19年には神道修成派の金光祠設置を、明治21年（1888年）には三井物産との間に委託販売の仲介を行うなど協力している。明治44年（1911年）自らの回想録である「仁木竹吉翁遺稿」を執筆。大正4年（1915年）81歳で没。家督は長男の仁木豊吉が継いだ。